# Sindicato de la Industria del Espectáculo Films
El Sindicato de la Industria del Espectáculo Films, o S.I.E. Films, fue una productora y distribuidora de cine catalana activa durante la Segunda República Española, que producía películas y documentales de temática anarquista y social.

## Historia
Tras el golpe de Estado contra la República la producción cinematográfica en Barcelona fue paralizada debido al abandono del empresariado del sector. Ante esta situación, el 19 de julio de 1936 el Sindicato Único de Espectáculos Públicos (SUEP), controlado por la CNT-FAI, declaró la huelga general y tomó el control de la industria del espectáculo (teatros, musichalls, estudios, salas de exhibición, laboratorios, etc.). El 6 de agosto tras una asamblea en que se debatió el destino de la infraestructura cinematográfica se decidió la socialización de la misma y la organización de un comité para la producción de películas. Este sindicato pasó a denominarse Sindicato de la Industria del Espectáculo (SIE), y todas las producciones que realizaron, generalmente propagandísticos del bando republicano, fueron creadas y distribuidas bajo el sello de S.I.E. Films. El SIE estuvo bajo la dirección del periodista Mateo Santos, quien dirigió el primer documental anarquista de la productora, Reportaje del movimiento revolucionario en Barcelona. El primer largometraje producido por S.I.E. Films fue Aurora de esperanza de Antonio Sau.
Igualmente, el periodista y escritor zamorano Jacinto Toryho, responsable de la oficina de propaganda de la CNT-FAI durante gran parte de la guerra, tuvo amplias responsabilidades en su producción y gestión cinematográfica.
La secuencia de apertura de todas sus producciones muestra a tres obreros forjando metal mientras unas cámaras les filman a la vez que las chispas de los golpes de martillo sobre el metal al rojo vivo van convirtiéndose en el acrónimo de la productora. La secuencia está inspirada en La fragua de Vulcano de Velázquez y rinde homenaje al obrero anarquista Buenaventura Durruti.

## Equipos técnicos
Según los títulos de crédito de Aurora de esperanza y de Barrios bajos, S.I.E. Films contaba con una sinfónica propia (sinfónica del SIE), estudios propios (estudios Orphea) y como mínimo un laboratorio propio. 
Los estudios Orphea fueron los más importantes en los años 30 de toda la filmografía española, debido a sus equipamientos técnicos para el cine sonoro. Estos estudios se encontraban en el recinto de la Exposición Internacional de 1929 cerca del Pueblo Español. Los estudios Trilla-La Riva, en manos de la UGT, también se encontraban en el recinto de la Exposición. Otros estudios y platós en aquella época, los estudios Lepanto, denominados después Diagonal, se encontraban en un recinto abierto a las Cortes, y también el Kinefon, denominado más tarde Buch-Sanjuan, estaban situados en el espacio interior de una manzana de la antigua trama de Sarriá. Existían otros estudios por Barcelona y sus cercanías, pero el más importante de todos, a nivel de cantidad de películas, por la capacidad técnica en el momento, e históricamente, era el Orphea. También se contaba con laboratorios para procesar las películas Cinefoto, e incluso dos estudios de doblaje, uno de Adolfo La Riva y otro de la MGM, aunque no está claro si estos tenían alguna relación con S.I.E. Films.
Según los títulos de crédito de Nosotros somos así la SIE tenía un grupo infantil (a pesar de que no hay información si este grupo era una agrupación formal o solo era por esta película, en otras películas de SIE salen niños y no se habla de tal grupo).
S.I.E. Films colaboró en múltiples ocasiones con la CNT y la AIT como productora de documentales propagandísticos, a pesar de tener estas organizaciones un servicio propio de producción cinematográfica.

## Filmografía
La producción del SIE estuvo enfocada en tres líneas editoriales: los reportajes de guerra, las películas propagandísticas y los cortometrajes y largometrajes de ficción. Algunas de las películas y documentales producidos por S.I.E. Films fueron los siguientes:
- Alas negras (1937)[13]
- Aragón trabaja y lucha (1936)
- Aurora de esperanza (1937)[14]
- Así vive Cataluña (1938)[6]
- ¡¡Ayuda en Madrid!! (1936)
- Barrios bajos (1937)[14]
- Bombas sobre el Ebro (1938)
- Cataluña (1937)
- Columna de hierro (1937)
- División heroica (En el frente de Huesca) (1937)[13]
- El acero libertario (1937)
- El cerco de Huesca (1937)[13]
- El ejército de la victoria. Un episodio: Casa Ambrosio (1937)[13]
- El frente y la retaguardia (1937)
- En la brecha (1937)
- Forjando la victoria (1937)
- Frente de Teruel (1937)
- Fury Over Spain (1937)[13]
- Imágenes de retaguardia (1938)
- La columna de hierro (Hacia Teruel) (1937)[13]
- La conquista del Carrascal de Chimillas (Frente de Huesca) (1936)[13]
- La última (1937)
- Madera (1937)
- Marimba (1937)
- No quiero, no quiero (1938)[14]
- Nosotros somos así (1936)[15]
- Paquete, el fotógrafo público número uno (1938)[16]
- Reportaje del movimiento revolucionario en Barcelona (1936)[9]
- Salvaguardia del miliciano (1937)
- Siétamo (1936)
- Teruel ha caído (1937)[6]
- Un pueblo en armas (1937)